# Alabama 3
Alabama 3 é uma banda britânica que mistura rock, dance, blues e country, fundada em Brixton, Londres, em 1996. Nos Estados Unidos, são mais conhecidos como A3, para evitar possíveis conflitos legais com a banda de country Alabama. O grupo ficou internacionalmente conhecido quando os produtores da série de TV The Sopranos escolheram sua música "Woke Up This Morning" para os créditos inicias.
A banda tem uma notável particularidade pela sua fusão de estilos, letras repletas de ironia, suas personalidades deliberadamente humoradas e suas performances exorbitantes ao vivo. Cada membro da banda tem um apelido pelo qual são conhecidos. Os membros fundadores adotaram os personagens Larry Love (Rob Spragg) e The Very Reverend Dr. D. Wayne Love (Jake Black).

## Membros
- Jake Black AKA The Very Reverend Dr. D. Wayne Love — vocal
- Rob Spragg AKA Larry Love — vocal
- Simon (The Dude) Edwards AKA Sir Eddie Real — percussão
- Orlando Harrison AKA The Spirit — teclados, teclado baixo, vocal
- Mark Sams AKA Rock Freebase — guitarra, baixo
- Zoe Devlin AKA Devlin Love — vocal
- Mountain of Love — programação, teclados, harmônica
- Jonny Delafons AKA L. B. Dope — bateria, percussão
- Steve Finnerty AKA LOVEPIPE — produção, guitarra e vocal

## Discografia

### Álbuns de estúdio
- Exile on Coldharbour Lane (1997)
- La Peste (2000)
- Power in the Blood (2002)
- Last Train to Mashville, Volume 2 (acústico) (2003)
- Outlaw (2005)
- M.O.R. (2007)[2]
- Hits and Exit Wounds (coletânea) (2008) [3]
- Revolver Soul (2010)

### Álbum solo
- Robert Love, Ghost Flight (2006)[4]

### Singles e EP's
- "Ain't Going to Goa" (1996, re-lançado em 1998)
- "Woke Up This Morning" (1997, re-lançado em 2000)
- "Speed of the Sound of Loneliness" (1997)
- "Converted" (1998)
- "Mansion on the Hill" (2001)
- "Wade into the Water" (2001)
- "Reachin'" (2003)
- "Hello... I'm Johnny Cash" (2005)
- "How Can I Protect You" (2005)
- "Gospel Train" (2005)
- "Lockdown" (2007)
- "Middle of the Road" (2008)
- "Jaqueline" (2009)
- "Vietnamistan" (2010)

### Álbuns ao vivo, importados e bootlegs
- Converted pt. 1 (importação) (1998)
- Woke Up This Morning (importação) (2000)
- Sad Eyed Lady / Alabama3 remixes (2001)
- Mansion on the Hill (importação) (2001)
- Ya Basta — Live in Italy (bootleg) (2001)
- Zero Tolerance (bootleg) (2001)
- Transfusion: Power in the Blood Remixes (apenas turnê) (2002)
- |Live in Dublin (apenas turnê) (2002)
- The Last Train to Mashville Vol. 1 (apenas turnê) (2004)
- Live at Glastonbury 2005 (apenas turnê) (2006)
- Outlaw Remixes (apenas turnê) (2006)
- 12 Step Plan (lançamento não-oficial) secret hidden film and tracks. (2010)